# 南京大学小百合BBS

南京大學小百合BBS主選項畫面

南京大学小百合BBS，或简称南大小百合BBS，是中国南京大学半独立性质的BBS，于1997年7月25日创立。它现由南京大学党委宣传部负责维护，网络流量费等相关费用原由小百合工作室和南京大学百合科技支付，现由学校支付。南大小百合BBS使用bbs.nju.edu.cn和lilybbs.net作为网址。目前一分为二，官办小百合站使用bbs.nju.edu.cn作为网址，私立小百合站使用lilybbs.us作为网址。现在主要指官办小百合站，其非教育网网址为bbs.nju.cn或lilybbs.net。

## 创建
小百合站于1997年7月25日创立。该站名为bird（现使用chenj，该站创始者和首任站长，毕业后留校）所起，用来纪念一位他所暗恋的、在中国科学技术大学瀚海星云站上账号为lily的女生。曾沿用系統默認值的站名“大红花的国度”。小百合站一度发展为教育网内同时在线人数最多的BBS站点之一。
在1999年前曾有短暂的关闭史。

## 关站和实名制

### 背景
2004年，中共中央、国务院下发《关于进一步加强和改进大学生思想政治教育的意见》，當中包括提出“网络实名制”。到2005年南京大学“小百合”亦按照实名制进行操作。
2005年3月3日起，包括小百合在内的众多中国高校BBS先后以“系统维护”之名进入非正常运作，或限制校外IP地址访问，或停止新帐号注册，或进入全站只读状态。

### 被关闭
2005年，中國教育部門以加強大學生思想教育為名，在3月3日晚上6時22分，南京大学小百合BBS系统维护小组帐号BBSADM在SYSOP讨论版发布通告宣布小百合自3月5日起进行系统维护，然而并未公布重新开放日期，所有資料亦被刪除，並禁止包括「水木清華」在內的所有大學BBS與外界互動。
3月5日起，小百合BBS进入系统维护状态，公众网域名lilybbs.net因为DNS错误无法使用，而教育网域名bbs.nju.edu.cn和公众网IP地址218.94.36.113仍旧可以访问，同时普通用户被取消了在版面发布文章的权限，只保留在百合Blog系统发文的权限。而版主仍旧可以管理版面。许多版主通过以telnet方式开设投票箱、合集版面已有文章而后修改合集、封禁自己的帐号令系统自动发文然后修改系统消息的方式发布信息。
3月15日，小百合系统曾短暂恢复正常运行，重新开放了普通用户发文的权限。所有用户的信息被恢复到3月5日关站时的数据。而仅仅一天过后再次进入全站只读状态，几乎所有版主被解除版主权限。百合Blog系统仍然正常运作。
3月17日晚，小百合首页出现公告，在措辞上以“南京大学BBS网站”取代了惯用的“南京大学小百合BBS”一词，很多用户在Blog系统上留言认为这实际上宣告南京大学小百合BBS已经死亡。与此同时，在小百合BBS的Blog系统上广泛流传这样一则消息，称经过小百合前站务总管genie确认了解到，小百合站务组与校方的谈判“已经基本破裂”，“小百合不日将关闭”，“站务组和技术组总辞职”，“学校另开新的实名制BBS”，并提醒用户尽快备份所需资料，暗示站务组已宣布解散。有人認為事件與2004年12月28日教育部、共青团中央《关于进一步加强高等学校校园网络管理工作的意见》明确要求高校BBS实行用户实名注册制度有關。
3月20日晚10点半左右，小百合Blog系统停止运行，用户被取消了在Blog发表文章和评论的权限。根据小百合Blog系统首页的显示，最后一位用户更新Blog的时间为22点34分。一些没有来得及备份Blog的用户发现很难连接小百合BBS。小百合BBS公网域名和IP失效，仅剩教育网域名和IP。几乎同时，202.119.32.106的校内新临时BBS测试也已经展开。
3月22日北京时间00点04分，小百合BBS彻底停止运行，其教育网IP 202.119.32.102已经被新的南京大学BBS获得，对全校全面开放。公众网网址lilybbs.net和公众网IP地址218.94.36.113停止使用。

### 纪念活动
2005年3月19日中午13点，小百合BBS用户Steady在自己的Blog里发布文章称自己会在3月21日晚上8点在南京大学鼓楼校区南园喷水池摆上“一束百合一只白色纸鹤”为百合送行，一时间被众多百合用户纷纷转载，这条消息通过手机短信几乎传遍了全校。3月21日晚8点左右，小百合BBS的众多用户，包括很多浦口校区的同学，来到南京大学鼓楼校区南园，冒雨举行了纪念活动。许多人送上了百合花和纸鹤为小百合BBS“送行”。
南京市公安部门高度紧张，布置了大量人力以防不测。南京大学校方也要求各院系的辅导员在当晚严阵以待，劝退各自院系的学生。

## 复建

### 小百合海外站的建立
北京时间2005年4月16日，在百合元老们和众多小百合网友的努力下，南京大学小百合BBS海外站开通，并且导入了小百合BBS关站日（3月5日）的数据。域名为lilybbs.us，小百合BBS海外测试站域名woft.net也指向正式站。BBS提供了telnet和web服务。这是此次中国校园BBS网络实名制风波后第一个建立海外站的BBS。小百合海外站秉承小百合一贯的“兼容并包”的宗旨，与其后不久成立的官办的南京大学小百合站形成鲜明对比。小百合海外站又称“野百合站”、“私立小百合站”或“流亡百合站”。官办的南京大学小百合站则被一些网友称为“伪站”。

### 小百合复站
2005年3月22日，由于某些原因，南大小百合BBS被南京大学BBS取代。4月26日，在经历了一个月餘日的关闭风波后，南京大学官方小百合重新开放，原有的数据，包括文章和用户的私人信件等得到保留，但用户ID需要学号或工资号、姓名和身份证号互相配合进行注册激活，未激活ID仅能登陆但无发文等权限。除在校生之外的往届毕业生也能够通过校方保留的数据进行注册，但回溯年限各个院系有别，但是有部分未更换身份证的学生不能正常注册。复站后的小百合BBS规定每个用户注册的ID数量不能超过5个。

### 建立网络评论员
南京大学的小百合BBS重新建立後，被指在2006年要求學生擔任网络评论员，用作發放正面的信息和抵制，消除負面的內容，並引導輿論將重要的信息上報到學生網絡管理工作領導小組辦公室。其後引起各學校亦參考做法，招聘網絡評論員，民間稱為“五毛”。当时网络评论员每月底薪600元。

## 今日小百合站
经过民间和官方对小百站的各自复建，小百合站已经一分为二，一个是官方控制的官办小百合站，一个是民间经营的私立小百合站。

### 官办小百合站
南京大学BBS系统采用Firebird BBS系统，新系统全面启用实名制，注册时需要填写详细真实资料，包括身份证号码和学号。
南京大学BBS，已于2005年4月26日关闭。南京大学官方恢复原来的南大小百合系统，不过新的官办南大小百合开始实行实名制。而在此之前，小百合海外站已经建立。
南京大学小百合站，即南京大学官办小百合站，由南京大学网络中心负责维护，网址为bbs.nju.edu.cn。官办小百合站实行实名注册制，定位为南京大学校内信息交流平台。
目前公网IP地址为：219.219.114.4。
在官站之上，存在着几个具有超越于站规规定权限之上的帐号，为学校宣传部门（IP包括：202.119.33.136，222.190.4.222，222.190.4.159）和江苏省安全部门把握，其中最为臭名昭著的是njga，即“南京公安”或者“南京国安”的拼音首字母。其随意删除所谓的敏感文章并且利用宣传部门威胁学校学生曾经引起百合网友公愤。
南京大学宣传部副部长陆江兵被众多网友指责是百合关站与此后白色高压恐怖手段的操盘手。他也因为私人争吵与人结怨而删除网友帐号和通过学校辅导员系统向网友施加压力而引人非议。
2007年6月22日，由于网友xinyidj报道了2007年度网络评论员研讨会在南京大学南苑宾馆召开的消息而惨遭删除帐号。随后，站务管理人员在管理者授意之下删除了网友xinyidj的所有id以及过去发表的所有文章。此后镇压进一步升级，进入9月之后，百合公开以“发表严重危害本站安全的文章”名义删除帐号的频率越来越高。9月28日，站方发布了《关于自查、互查Blog内容的通告》，公开鼓励告密举报。恐怖统治达到了阶段性的顶点。
自从2007年12月5日开始，南京大学官办小百合再一次陷入“白色恐怖”。众多网友在Pictures版转贴焦点访谈记者所采写的克拉玛依大火事件和广东东莞罢工事件，被njga等管理帐号多次删贴，同时网友通过blog多次往该版转贴，双方陷入攻坚战。最终，njga等管理帐号进入网友blog私自删贴，并绕过站务删除帐号若干；但是，删除信息并未在站务公告栏上公布。有guest帐号在海外小百合forum版控诉陆江兵的无理作为。
之后2009年，一网友发帖“中国习惯了赞美”，并无不当言论。该帖子发贴人和所有回帖人（56张回帖）均被无故删号，亦是njga所为。
自从2018年末，校外IP无论以何种方式均无法登陆或浏览南京大学小百合。

### 私立小百合站
小百合站海外站由民间负责运营，汇集了几任站长的心血和众多百合网友的支持。地址为lilybbs.us。私立小百合站服务器位于美国，宣称遵守中美两国的法律。
“南京大学-小百合BBS海外站”应为海外小百合的正式名称。目前IP地址为：208.109.21.36，访问该网站必須使用国外代理。